# Male, Romnî
Male (în ucraineană Мале) este un sat în comuna Zaruddea din raionul Romnî, regiunea Sumî, Ucraina.

## Demografie
Componența lingvistică a localității Male
     Ucraineană (98,99%)
     Rusă (1,01%)
Conform recensământului din 2001, majoritatea populației localității Male era vorbitoare de ucraineană (98,99%), existând în minoritate și vorbitori de rusă (1,01%).